# Anastassija Saweljewna Tschebotarjowa
Anastassija Saweljewna Tschebotarjowa (russisch Анастаси́я Саве́льевна Чеботарёва, auch englisch Anastasia Chebotareva; * 8. August 1972 in Odessa) ist eine russische Violinistin.
Anastassija Tschebotarjowa hat Diplome der Zentralen Musikschule in Moskau und vom Moskauer Konservatorium aus der Klasse von Irina Botschkowa. Sie debütierte 1989 beim Paganini-Wettbewerb in Genua, wo sie den vierten Platz erreichte. 1991 erhielt sie den Ersten Preis beim Internationalen Jugend-Musik-Festival und 1992 den Ersten Preis und einen Spezialpreis beim Internationalen Wettbewerb Rodolfo Lipizer in Italien. 1994 teilte sie mit Jennifer Koh beim 10. Tschaikowski-Wettbewerb den zweiten Preis, ein erster wurde nicht vergeben.
Sie spielte unter anderem mit dem Sinfonie-Orchester Tschaikowski von Radio Moskau unter Wladimir Iwanowitsch Fedossejew, den Sankt Petersburger Philharmonikern, dem Wiener Kammerorchester und dem Tokioter Symphonie-Orchester.
Tschebotarjowa ist als Solistin in der ganzen Welt aufgetreten, so in der Londoner Royal Albert Hall, der Bonner Beethovenhalle, dem Wiener Konzerthaus und dem Linzer Brucknerhaus, im Athener Musikpalast, der Tokioter Metropolitan Art Space Hall und der Tokyo Opera City sowie in den großen Sälen des Moskauer Konservatoriums, der Sankt Petersburger Philharmonie und dem Georgssaal des Kreml-Palasts in Moskau.
Sie ist Solistin des Moskauer Symphonischen Orchesters. 2004 wurde sie mit dem Titel Verdienter Künstler Russlands ausgezeichnet. Tschebotarjowa lebt in Japan.

## Diskographie
Auswahl – begleitet von Igor Poltawtsew am Piano
- 2000 Carmen Fantaisie (Werke von Sarasate, Bazzini, Bloch, Kreisler, Wieniawski, Massenet, Krol, Tschaikowski, Ponce)
- 2001 Souvenir de Moscou (Werke von Wieniawski, Tschaikowski, Rachmaninow)
- 2002 Andaluza con Pasion, mit D. Illarinow an der Gitarre
- 2002 Arco, mit T. Iwashiro, Piano und Leitung
- 2003 Concertos pour violon, mit Russian ASO (Werke von Tschaikowski und Mendelssohn)
- 2004 Tema d'Amore (Filmmusik)
- 2005 Anastasia Valse des Fleurs, mit Peter Laulau am Piano